# Aéroport international Margaret-Ekpo

L'aéroport international Margaret-Ekpo (code IATA : CBQ • code OACI : DNCA) est un aéroport desservant Calabar, la capitale de l'État de Cross River et l'une des villes les plus peuplées du Sud-Sud du Nigéria. 
Des vols intérieurs desservent Abuja et Lagos. 

## Situation
| Uyo Katsina Owerri Asaba Kaduna Maiduguri Port · Harcourt Int. P. Harcourt · Ville Kano Lagos Abuja Sokoto Enugu Akure Bauchi Benin Dutse Ibadan Ilorin Jalingo Makurdi Calabar Warri Jos Yola |

## Compagnies et destinations
| Compagnies       | Destinations                             |
| ---------------- | ---------------------------------------- |
| Aero Contractors | Abuja-N. Azikiwe, Lagos-Murtala Muhammed |
| Air Peace        | Abuja-N. Azikiwe, Lagos-Murtala Muhammed |
| Ibom Air         | Abuja-N. Azikiwe, Lagos-Murtala Muhammed |

Édité le 14/03/2023  Acutualisé le 9/11/2023